# إل. لين وود
إل. لين وود (بالإنجليزية: L. Lin Wood)‏ هو محامي أمريكي، ولد في 19 أكتوبر 1952.